# Allen Garfield
Allen Garfield (Newark, Nueva Jersey; 22 de noviembre de 1939-Los Ángeles, California; 7 de abril de 2020), nacido como Allen Goorwitz, fue un actor estadounidense de cine y televisión.

## Vida y carrera
Garfield nació en Newark, Nueva Jersey, en una familia judía, hijo de Alice (née Lavroff) y Philip Goorwitz. Graduado en 1957 de Weequahic High School, fue periodista deportivo y boxeador de los Golden Gloves antes de convertirse en actor. Estudió actuación en Actors Studio en la ciudad de Nueva York, estudió con Lee Strasberg y Elia Kazan, y trabajó en teatro antes de las películas.
Ha aparecido en más de 100 películas y programas de televisión. Es conocido por interpretar a villanos nerviosos, empresarios corruptos y políticos. Además, ha aparecido en dos películas de cine arte del director alemán Wim Wenders, Der Stand der Dinge y Bis ans Ende der Welt. Garfield tiene una hermana, Lois. Quentin Tarantino estudió una vez con Garfield cuando Tarantino comenzaba como cineasta.
Durante un año después de la muerte de su padre y en homenaje a él, Allen usó su apellido, Goorwitz para sus créditos en películas.
Cuando Garfield sufrió un derrame cerebral antes de filmar su papel en The Ninth Gate (1999), el director Roman Polanski optó por usar el rostro paralizado de Garfield para su personaje en lugar de ocultarlo o reformular el papel. Garfield sufrió un derrame cerebral masivo en 2004 y desde entonces ha sido residente de cuidados de enfermería a largo plazo en The Motion Picture Home.
El 7 de abril de 2020, durante la pandemia de coronavirus 2019-20, Garfield murió en la comunidad de retiro Motion Picture & Television Country House and Hospital de Woodland Hills de COVID-19 causado por el virus del SARS-CoV-2. Tenía 80 años.